# Los Telares
Los Telares è una città dell'Argentina, appartenente alla provincia di Santiago del Estero, situata nella parte meridionale.